# Associazione Calcio Foroni 2001-2002
Questa voce raccoglie le informazioni riguardanti l'Associazione Calcio Foroni nelle competizioni ufficiali della stagione 2001-2002.

## Divise e sponsor
|  | 1ª divisa |

## Organigramma societario
Area tecnica
- Allenatore: Leonardo Donella

## Rosa
| N. |                   | Ruolo | Calciatrice      |
| -- | ----------------- | ----- | ---------------- |
|    | Italia (bandiera) | P     | Giorgia Brenzan  |
|    | Italia (bandiera) | D     | Milena Bertolini |
|    | Italia (bandiera) | D     | Michela Boccagni |
|    | Italia (bandiera) | D     | Elena Ficarelli  |
|    | Italia (bandiera) | D     | Sabrina Ghinazzi |
|    | Italia (bandiera) | D     | Marcella Gozzi   |
|    | Italia (bandiera) | D     | Ilenia Nicoli    |
|    | Italia (bandiera) | D     | Giulia Perelli   |
|    | Italia (bandiera) | D     | Manuela Tesse    |
|    | Italia (bandiera) | D     | Simona Zani      |
|    | Italia (bandiera) | C     | Sonia Benini     |
|    | Italia (bandiera) | C     | Sara D'Alessio   |

| N. |                   | Ruolo | Calciatrice            |
| -- | ----------------- | ----- | ---------------------- |
|    | Italia (bandiera) | C     | Federica D'Astolfo     |
|    | Italia (bandiera) | C     | Piera Cassandra Maglio |
|    | Italia (bandiera) | C     | Marina Pellizzer       |
|    | Italia (bandiera) | C     | Katia Serra            |
|    | Italia (bandiera) | C     | Alessia Tuttino        |
|    | Italia (bandiera) | A     | Sara Boldini           |
|    | Italia (bandiera) | A     | Chiara Gazzoli         |
|    | Italia (bandiera) | A     | Teresina Marsico       |
|    | Italia (bandiera) | A     | Silvia Pontil          |
|    | Italia (bandiera) | A     | Sabrina Ruggenenti     |
|    | Italia (bandiera) | A     | Silvia Tagliacarne     |

## Calciomercato

### Sessione estiva
| Acquisti | Acquisti               | Acquisti          | Acquisti   |
| R.       | Nome                   | da                | Modalità   |
| -------- | ---------------------- | ----------------- | ---------- |
| D        | Sabrina Ghinazzi       | Atletico Oristano | definitivo |
| D        | Giulia Perelli         | Pisa              | definitivo |
| D        | Manuela Tesse          | Autolelli Picenum | definitivo |
| C        | Piera Cassandra Maglio | Bardolino         | definitivo |
| C        | Alessia Tuttino        | Rivignano         | definitivo |
| A        | Chiara Gazzoli         | ACF Milan         | definitivo |
| A        | Silvia Tagliacarne     | ACF Milan         | definitivo |

| Cessioni | Cessioni           | Cessioni    | Cessioni   |
| R.       | Nome               | a           | Modalità   |
| -------- | ------------------ | ----------- | ---------- |
| P        | Sara Feletto       | ACF Milan   | svincolata |
| A        | Rosa Lappi-Seppälä | Fiammamonza | svincolata |

## Risultati

### Serie A

#### Girone di andata
| 15 settembre 2001 1ª giornata | Foroni | 13 – 0 | Gravina |  |

| 22 settembre 2001 2ª giornata | Como 2000 | 0 – 3 | Foroni |  |

| Roma 24 novembre 2001, ore 14:30 CET 4ª giornata | Ruco Line Lazio | 1 – 1 | Foroni | Stadio Tre Fontane |

| 8 dicembre 2001, ore 14:30 CET 10ª giornata | Foroni           | 0 – 0 referto | Torres Terra Sarda | \| Arbitro: \| Rinaldi (Milano) \| |
| Arbitro:                                    | Rinaldi (Milano) |               |                    |                                    |

| Oristano 12 gennaio 2001, ore 14:30 CET 13ª giornata | Atletico Oristano | 0 – 4 | Foroni | Stadio comunale Tharros |

#### Girone di ritorno
| 19 gennaio 2002 14ª giornata | Gravina | 0 – 5 | Foroni |  |

| 27 gennaio 2002 15ª giornata | Foroni | 4 – 1 | Como 2000 |  |

| Verona 16 febbraio 2002, ore 15:30 CET 17ª giornata | Foroni | 0 – 0 | Ruco Line Lazio |  |

| Arbitro: | Bellario (Bologna) |

|                         |           |                                              |
| Carta 72’ D. Deiana 78’ | Marcatori | 33’, 51’ Marsico 44’ Gazzoli 77’ Tagliacarne |

| Verona 4 maggio 2002, ore 16:00 CEST 26ª giornata | Foroni | 3 – 0 | Atletico Oristano |  |

#### Spareggio scudetto
| Pisa 11 maggio 2002, ore ??:?? CEST          | Ruco Line Lazio      | 2 – 2 (d.t.s.) | Foroni | Stadio Arena Garibaldi-Romeo Anconetani |
| \| \| \| \| \| \| Tiri di rigore 7 – 6 \| \| |                      |                |        |                                         |
|                                              |                      |                |        |                                         |
|                                              | Tiri di rigore 7 – 6 |                |        |                                         |

### Coppa Italia

#### Terzo turno
| 21 dicembre 2001 | Gordige | 0 – 6 | Foroni |  |

#### Ottavi di finale
| Verona 23 gennaio 2002 Andata | Foroni | 3 – 0 | Letti Cosatto Tavagnacco |  |

| Tavagnacco 2 febbraio 2002 Ritorno | Letti Cosatto Tavagnacco | 0 – 4 | Foroni | Stadio comunale |

#### Quarti di finale
| 27 febbraio 2002 Andata | Foroni | 2 – 1 | Bardolino |  |

| Calmasino, Bardolino 13 marzo 2002 Ritorno | Bardolino | 0 – 4 | Foroni | Stadio comunale Belvedere |

#### Semifinali
| 3 aprile 2002 Andata | Foroni | 5 – 0 | Fiammamonza |  |

| Monza 17 aprile 2002 Ritorno | Fiammamonza | 0 – 1 | Foroni | Stadio Gino Alfonso Sada |

#### Finale
| Arbitro: | Sabrina Rinaldi (Milano) |

|             |           |  |
| Gazzoli 63’ | Marcatori |  |

## Statistiche

### Statistiche di squadra
| Competizione | Punti | In casa | In casa | In casa | In casa | In casa | In casa | In trasferta | In trasferta | In trasferta | In trasferta | In trasferta | In trasferta | Totale | Totale | Totale | Totale | Totale | Totale | DR   |
| Competizione | Punti | G       | V       | N       | P       | Gf      | Gs      | G            | V            | N            | P            | Gf           | Gs           | G      | V      | N      | P      | Gf     | Gs     | DR   |
| ------------ | ----- | ------- | ------- | ------- | ------- | ------- | ------- | ------------ | ------------ | ------------ | ------------ | ------------ | ------------ | ------ | ------ | ------ | ------ | ------ | ------ | ---- |
| Serie A      | 72    | 13      | 11      | 2       | 0       | 48      | 1       | 13           | 12           | 1            | 0            | 36           | 3            | 26     | 23     | 3      | 0      | 84     | 4      | +80  |
| Coppa Italia | -     | 4       | 4       | 0       | 0       | 11      | 1       | 4            | 4            | 0            | 0            | 15           | 0            | 8      | 8      | 0      | 0      | 26     | 1      | +25  |
| Totale       | -     | 17      | 15      | 2       | 0       | 59      | 2       | 17           | 16           | 1            | 0            | 51           | 3            | 34     | 31     | 3      | 0      | 110    | 5      | +105 |

### Statistiche delle giocatrici
| Giocatore      | Serie A  | Serie A | Serie A     | Serie A    | Coppa Italia | Coppa Italia | Coppa Italia | Coppa Italia | Totale   | Totale | Totale      | Totale     |
| Giocatore      | Presenze | Reti    | Ammonizioni | Espulsioni | Presenze     | Reti         | Ammonizioni  | Espulsioni   | Presenze | Reti   | Ammonizioni | Espulsioni |
| -------------- | -------- | ------- | ----------- | ---------- | ------------ | ------------ | ------------ | ------------ | -------- | ------ | ----------- | ---------- |
| S. Benini      | 7        | 0       | ?           | ?          | ?            | ?            | ?            | ?            | 7+       | 0+     | ?           | ?          |
| M. Bertolini   | 0        | 0       | ?           | ?          | ?            | ?            | ?            | ?            | 0+       | 0+     | ?           | ?          |
| M. Boccagni    | 12       | 2       | ?           | ?          | ?            | ?            | ?            | ?            | 12+      | 2+     | ?           | ?          |
| S. Boldini     | 1        | 0       | ?           | ?          | ?            | ?            | ?            | ?            | 1+       | 0+     | ?           | ?          |
| G. Brenzan     | ?        | ?       | ?           | ?          | ?            | ?            | ?            | ?            | ?        | ?      | ?           | ?          |
| S. D'Alessio   | 10       | 0       | ?           | ?          | ?            | ?            | ?            | ?            | 10+      | 0+     | ?           | ?          |
| F. D'Astolfo   | 23       | 0       | ?           | ?          | ?            | ?            | ?            | ?            | 23+      | 0+     | ?           | ?          |
| S. Feletto     | 4        | -?      | ?           | ?          | ?            | ?            | ?            | ?            | 4+       | 0+     | ?           | ?          |
| E. Ficarelli   | 18       | 1       | ?           | ?          | ?            | ?            | ?            | ?            | 18+      | 1+     | ?           | ?          |
| C. Gazzoli     | 20       | 17      | ?           | ?          | ?            | ?            | ?            | ?            | 20+      | 17+    | ?           | ?          |
| S. Ghinazzi    | 10       | 0       | ?           | ?          | ?            | ?            | ?            | ?            | 10+      | 0+     | ?           | ?          |
| M. Gozzi       | 11       | 1       | ?           | ?          | ?            | ?            | ?            | ?            | 11+      | 1+     | ?           | ?          |
| P. C. Maglio   | 19       | 4       | ?           | ?          | ?            | ?            | ?            | ?            | 19+      | 4+     | ?           | ?          |
| T. Marsico     | 25       | 19      | ?           | ?          | ?            | ?            | ?            | ?            | 25+      | 19+    | ?           | ?          |
| I. Nicoli      | 25       | 1       | ?           | ?          | ?            | ?            | ?            | ?            | 25+      | 1+     | ?           | ?          |
| M. Pellizzer   | 21       | 4       | ?           | ?          | ?            | ?            | ?            | ?            | 21+      | 4+     | ?           | ?          |
| G. Perelli     | 25       | 2       | ?           | ?          | ?            | ?            | ?            | ?            | 25+      | 2+     | ?           | ?          |
| S. Pontil      | 3        | 0       | ?           | ?          | ?            | ?            | ?            | ?            | 3+       | 0+     | ?           | ?          |
| S. Ruggenenti  | 22       | 4       | 0           | 0          | ?            | ?            | ?            | ?            | 22+      | 4+     | 0+          | 0+         |
| K. Serra       | 22       | 5       | ?           | ?          | ?            | ?            | ?            | ?            | 22+      | 5+     | ?           | ?          |
| S. Tagliacarne | 26       | 23      | ?           | ?          | ?            | ?            | ?            | ?            | 26+      | 23+    | ?           | ?          |
| M. Tesse       | 19       | 1       | ?           | ?          | ?            | ?            | ?            | ?            | 19+      | 1+     | ?           | ?          |
| A. Tuttino     | 9        | 0       | ?           | ?          | ?            | ?            | ?            | ?            | 9+       | 0+     | ?           | ?          |
| S. Zani        | 8        | 1       | ?           | ?          | ?            | ?            | ?            | ?            | 8+       | 1+     | ?           | ?          |